# Ebba Witt-Brattström

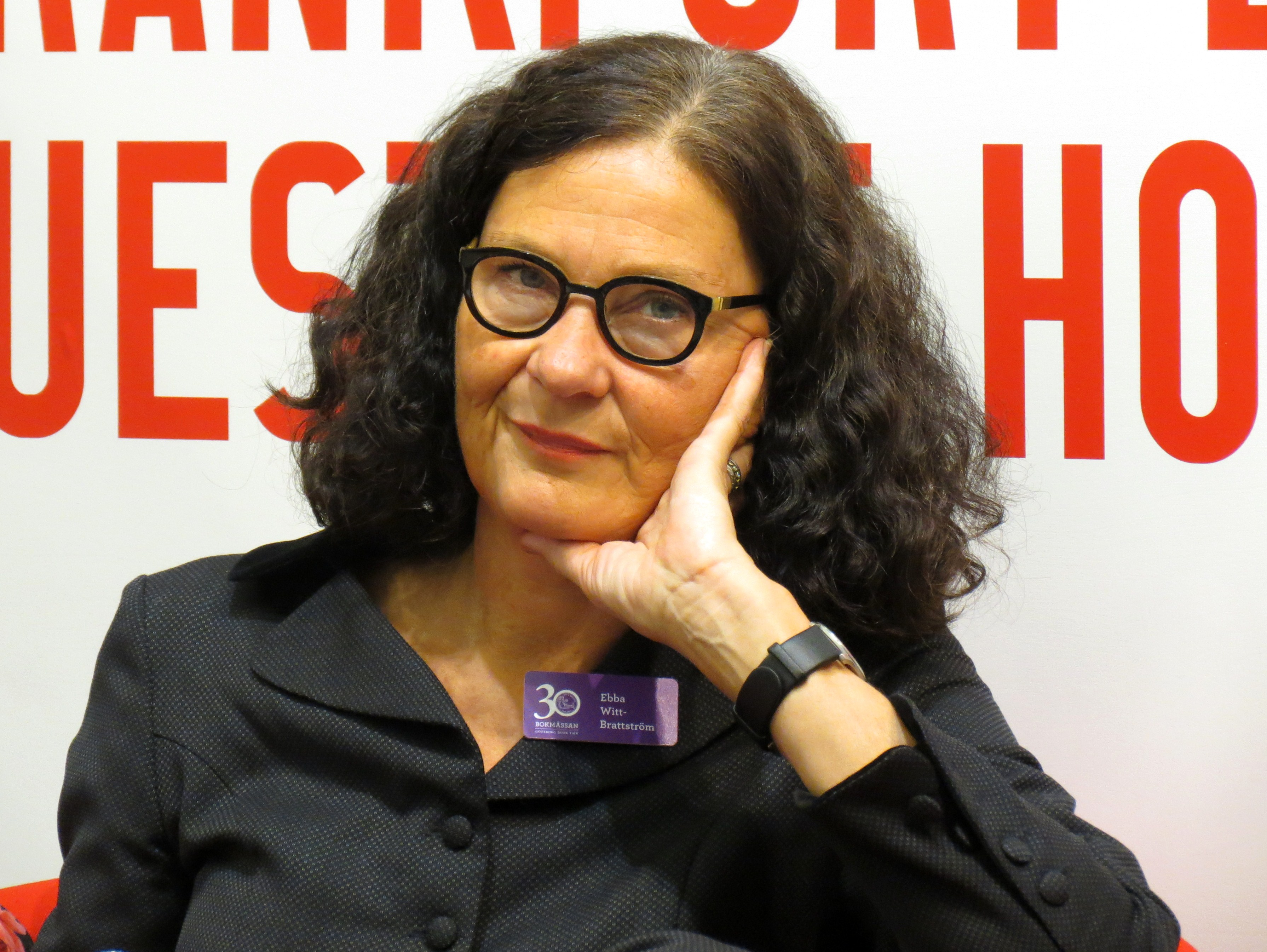
Ebba Witt-Brattström auf der Buchmesse in Göteborg 2014

Ebba Witt-Brattström (* 1. Juni 1953 in Stockholm) ist schwedische Literaturwissenschaftlerin.

## Leben
Witt-Brattström ist Professorin für Literaturwissenschaft mit Schwerpunkt Gender an der Hochschule Södertörn in der Nähe von Stockholm und eine bekannte Feministin. Sie war in den 1970er Jahren Mitglied der schwedischen feministischen Organisation Grupp 8, und 2005 eine Mitbegründerin der politischen Partei Feministiskt initiativ. Kurz danach distanzierte sich Witt-Brattström wegen deren stark linksgerichteten und radikalfeministischen Tendenzen von der Organisation.
Witt-Brattström promovierte über die schwedische Autorin Moa Martinson (Moa Martinson: skrift och drift i trettiotalet) an der Universität Stockholm im Jahre 1988. Sie hat unter anderem Schriften über Birgitta von Schweden, Victoria Benedictsson und Edith Södergran verfasst sowie 2010 eine Geschichte der feministischen Bewegung in Schweden, Å alla kära systrar (Oh alle liebe Schwestern), publiziert. Daneben übersetzte sie den Roman Die Töchter Egalias von Gerd Brantenberg aus dem Norwegischen.
Witt-Brattström war ab dem Wintersemester 2008 bis Frühjahrssemester 2011 Dag-Hammarskjöld-Gastprofessorin am Nordeuropa-Institut der Humboldt-Universität Berlin.
Ebba Witt-Brattström war von 1989 bis 2014 mit Horace Engdahl verheiratet, der von 1999 bis 2009 Ständiger Sekretär der Schwedischen Akademie war. Sie haben drei gemeinsame Söhne; Witt-Brattström hat einen Sohn aus früherer Ehe.
Während des Zweiten Weltkriegs flüchteten ihre Eltern nach Schweden. Ihr Vater war ein deutscher Nazi-Gegner, ihre Mutter kam aus Estland. Nach der Scheidung ihrer Eltern lebte sie bei ihrer Mutter.